# گرگتی
گرگتی (به لاتین: Gergeti) یک یخچال طبیعی است که در گرجستان واقع شده‌است.